# Музична Трибуна Київської Молоді
«Музична трибуна київської молоді» (МТКМ) — молодіжний фестиваль сучасної академічної музики, який вперше і востаннє відбувся навесні 2008 року. Фестиваль було засновано Молодіжною комісією Київської організації Національної спілки композиторів України 1 грудня 2007 р. Мета фестивалю — піднесення авторитету національної культури та органічна інтеграція сучасної академічної української музики молодих композиторів до загальносвітового культурного процесу. Заходи фестивалю відбулися у період з 22 по 31 березня 2008 року  Програму фестивалю склали переважно прем'єри творів молодих українських композиторів. В рамках фестивалю пройшли творчі зустрічі з молодими композиторами, виконавцями та художниками. На фестиваль було запрошено відомі колективи (Національний ансамбль солістів «Київська камерата»), та солісти Києва і України. Програма фестивалю включала твори молодих українських композиторів початку XXI сторіччя: Золтана Алмаші, Олега Безбородька, Богдана Кривопуста, Катерини Білої,Тетяни Бачул, Максима Шоренкова та ін. Ініціатор та музичний директор фестивалю — український композитор Олександр Шимко

## Публікації
- Олеся НАЙДЮК Доріжку молодим [Архівовано 27 травня 2008 у Wayback Machine.]
- Юлія БЕНТЯ Музыканты с хорошей ретроспективой
- Олеся НАЙДЮК Найгірше — це мовчання навколо [Архівовано 7 червня 2008 у Wayback Machine.]
- Леся ДОН Глобальна еротика [Архівовано 9 травня 2008 у Wayback Machine.]